# Грубер, Беттина
Беттина Грубер (нем. Bettina Gruber, род. 31 января 1985, Росса) — швейцарская лыжница, участница Олимпийских игр в Ванкувере. Специализируется в спринтерских гонках.
В Кубке мира Грубер дебютировала в 2006 году, в декабре 2009 года впервые в карьере попала в десятку лучших на этапе Кубка мира, в командном спринте. Всего на сегодняшний момент имеет 5 попаданий в десятку лучших на этапах Кубка мира, все в командном спринте, в личных гонках не поднималась выше 12-го места. Лучшим достижением Грубер в общем итоговом зачёте Кубка мира является 73-е место в сезоне 2009/10.
На Олимпиаде-2010 в Ванкувере заняла 17-е место в командном спринте.
За свою карьеру участия в чемпионатах мира пока не принимала.
Использует лыжи и ботинки производства фирмы Rossignol.